# Astrid Hermelin
Astrid Caroline Hermelin född 17 juni 1881 i Hedvig Eleonora församling i Stockholm, död 6 september 1925 i Jakobs församling i Stockholm, var en målare och tecknare.  

## Biografi
Astrid Hermelin var dotter till grosshandlaren Axel Svensson och hans maka och gift 1906–1916 med friherre Folke Hermelin. Hon studerade vid Althins målarskola i Stockholm och sedan i Paris samt under studieresor till England, Italien och USA. Hon medverkade i Salongen på Liljevalchs konsthall 1922. Hennes konst består av porträtt, särskilt av barn och i miniatyr, samt landskap från Sverige, Frankrike och Italien. Hermelin är representerad vid Nationalmuseum med ett par teckningar. Hon är begravd på Norra begravningsplatsen utanför Stockholm.